# Ведьма войны
«Ведьма войны» (фр. Rebelle) — канадский кинофильм режиссёра вьетнамского происхождения Кима Нгуен, вышедший на экраны в 2012 году. Номинация на премию «Оскар» (2013) за лучший фильм на иностранном языке.

## Сюжет
Действие происходит в одной из африканских стран во время Второй конголезской войны. 12-летняя девочка Комона в числе прочих детей была захвачена в родной деревне повстанцами Большого Тигра, воюющими против правительственных войск. После непродолжительного обучения она начинает участвовать в боевых действиях и вскоре прославляется своей способностью чувствовать близость врага. Сам Большой Тигр объявляет её своей «придворной» ведьмой. После одного из сражений парень-альбинос, которого все зовут «колдуном», убеждает Комону оставить отряд и вернуться к мирной жизни. Однако эта передышка оказалась недолгой.

## В ролях
- Рашель Мванза — Комона
- Серж Каньинда — «колдун»
- Ален Бастьен — командир повстанцев
- Мизинга Мвинга — Большой Тигр
- Ральф Проспер — мясник

## Награды и номинации
- 2012 — два приза Берлинского кинофестиваля: «Серебряный медведь» за лучшую женскую роль (Рашель Мванза) и специальное упоминание экуменического жюри (Ким Нгуен).
- 2012 — высшая национальная кинопремия Канады «Джини» за лучшую женскую роль (Рашель Мванза).
- 2012 — два приза кинофестиваля «Трайбека»: лучшая актриса (Рашель Мванза) и лучший повествовательный фильм (Ким Нгуен).
- 2012 — приз зрительских симпатий Кембриджского кинофестиваля.
- 2012 — номинация на приз за лучший канадский фильм на кинофестивале в Ванкувере.
- 2012 — номинация на премию «Спутник» за лучший фильм на иностранном языке.
- 2013 — номинация на премию «Независимый дух» за лучший международный фильм (Ким Нгуен).
- 2013 — номинация на премию «Оскар» за лучший фильм на иностранном языке.
- 2013 — Главный приз жюри «Бронзовый барабан» в номинации «за лучший полнометражный фильм» на 6-м Международном вьетнамском кинофестивале.

## Съёмки
Фильм снимался в африканском государстве Демократическая Республика Конго.